# ريغينا كاساندرا
ريغينا كاساندرا هي ممثلة هندية، ولدت في 13 ديسمبر 1990 في الهند.

## وصلات خارجية
- ريغينا كاساندرا على موقع IMDb (الإنجليزية)
- ريغينا كاساندرا على موقع قاعدة بيانات الفيلم (الإنجليزية)